# 拖木乡
拖木乡，是中华人民共和国四川省凉山彝族自治州美姑县曾经下辖的一个乡。2021年1月12日，撤销拖木乡，将其所属行政区域划归觉洛乡管辖。

## 行政区划
拖木乡撤销前下辖以下地区：
拖木村、尔口村、洛干村、库合摸村和木破洛村。